# Porta Tiburtina
De Porta Tiburtina is een stadspoort in de antieke Aureliaanse Muur in Rome.

Sinds de middeleeuwen staat de poort bekend als Porta San Lorenzo.

## Weg
Door deze poort liep de Via Tiburtina. Deze nog steeds bestaande weg liep naar de stad Tibur, het huidige Tivoli. Voor de bouw van de Aureliaanse Muur begon de weg bij de Porta Esquilina van de Servische stadsmuur.

## De poort
De poort is ouder dan de Aureliaanse Muur. Het was oorspronkelijk een triomfboog tussen de arcaden van een aquaduct. De boog memoreert de samenkomst van drie aquaducten, de Aqua Tepula, de Aqua Julia en de Aqua Marcia, op deze plaats in Rome. De waterkanalen van de drie aquaducten liepen vanaf hier opeengestapeld over dezelfde arcaden de stad in.
De boog is in 5 v.Chr. herbouwd onder Keizer Augustus. Een inscriptie boven de poort aan de binnenzijde van de muur vermeldt dit feit. Een andere inscriptie vermeldt verdere werken door de keizers Septimius Severus en Vespasianus.

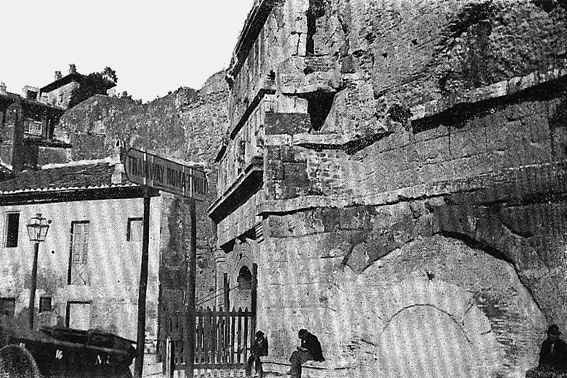
De Porta Tiburtina. De aquaducten zijn duidelijk boven de poort te zien

## Opname in de Aureliaanse Muur
Tussen 271 en 280 werd een nieuwe stadsmuur om Rome gebouwd door keizer Aurelianus. De architecten van de keizer moesten deze muur zo snel en goedkoop mogelijk bouwen. Om dit mogelijk te maken werden vele bestaande gebouwen en aquaducten die de muur zouden kruisen simpelweg versterkt en er in opgenomen. Het aquaduct bij de Porta Tiburtina werd zo ook in de muur opgenomen en de boog van Augustus was eenvoudig om te bouwen tot stadspoort. Hetzelfde is gebeurd met de nabijgelegen Porta Praenestina, eveneens een triomfboog in het Aqua Claudia aquaduct. Van de oorspronkelijke werken onder Aurelianus is niets meer te herkennen in de huidige poort, maar de boog werd vermoedelijke geflankeerd door twee halfronde bakstenen torens, net als de overige stadspoorten uit die tijd.

## Herbouw door Honorius en Alexander Farnese
In 401 liet Keizer Honorius grote verbeteringen in de Aureliaanse muur aanbrengen. De muur werd verhoogd en alle belangrijke stadspoorten werden verstevigd. Aan de binnenzijde van de Porta Tiburtina werd een tweede doorgang gebouwd. Hierdoor ontstond een soort fort met binnenhof. Een inscriptie aan de binnenzijde van de poort vermeldt de werken van Honorius.
Aan het begin van de 16e eeuw liet kardinaal Alexander Farnese, de later Paus Paulus III, de ronde Romeinse torens aan beide zijden van de poort herbouwen tot de huidige vierkante torens.

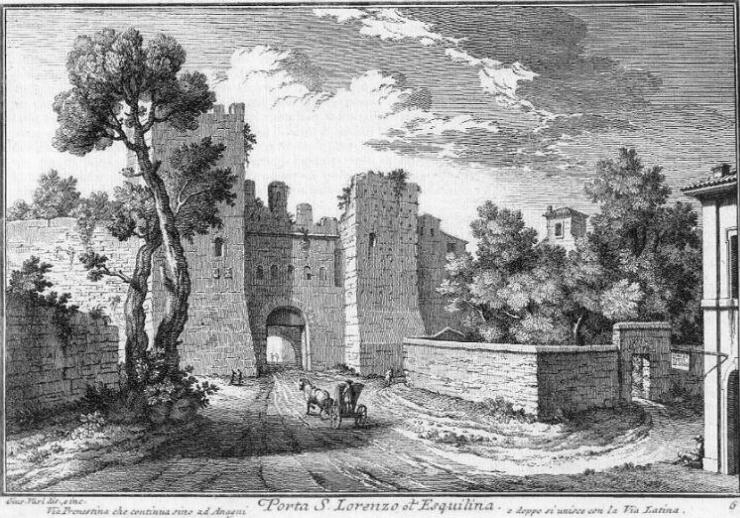
De Porta San Lorenzo. Ets van Giussepe Vasi, rond 1750

## De poort tegenwoordig
De binnenpoort met de fortificatie is in 1859 grotendeels afgebroken. Vlak achter de Porta Tiburtina is in de 19e eeuw Stazione Termini, het grote centraal station van Rome, gebouwd. Dit heeft een grote impact op de wijk gehad. De poort en de Aureliaanse muur in deze buurt zijn niet meer op een goede manier te bezichtigen. De doorgang van de poort is met een hek afgesloten. Naast de Porta Tiburtina is een doorgang voor autoverkeer gemaakt. Even verderop is een nieuwe Porta San Lorenzo gemaakt, ook met grote doorgangen voor autoverkeer. Hier begint tegenwoordig de moderne Via Tiburtina.

## Trivia
- De naam Porta San Lorenzo komt van de basiliek "Sint-Laurens buiten de Muren" die ongeveer 800 meter buiten de poort aan de Via Tiburtina staat.
- De poort is aan beide zijden versierd met 2 ossenhoofden. Hierdoor werd de poort in de middeleeuwen ook Porta Capo di Bove (ossenhoofd poort) en Porta Taurina (stierenpoort) genoemd.
- Een inscriptie op de poort vermeldt dat er in vroegere tijden stapels afval werden verzameld bij de poort. Dit kan ertoe geleid hebben dat het straatniveau aanzienlijk gestegen is. De binnenzijde van de poort bevindt zich gedeeltelijk onder de grond.

## Referentie
- S. Platner, A Topographical Dictionary of Ancient Rome, Londen 1929. Art. Porta Tiburtina

## Afbeeldingen

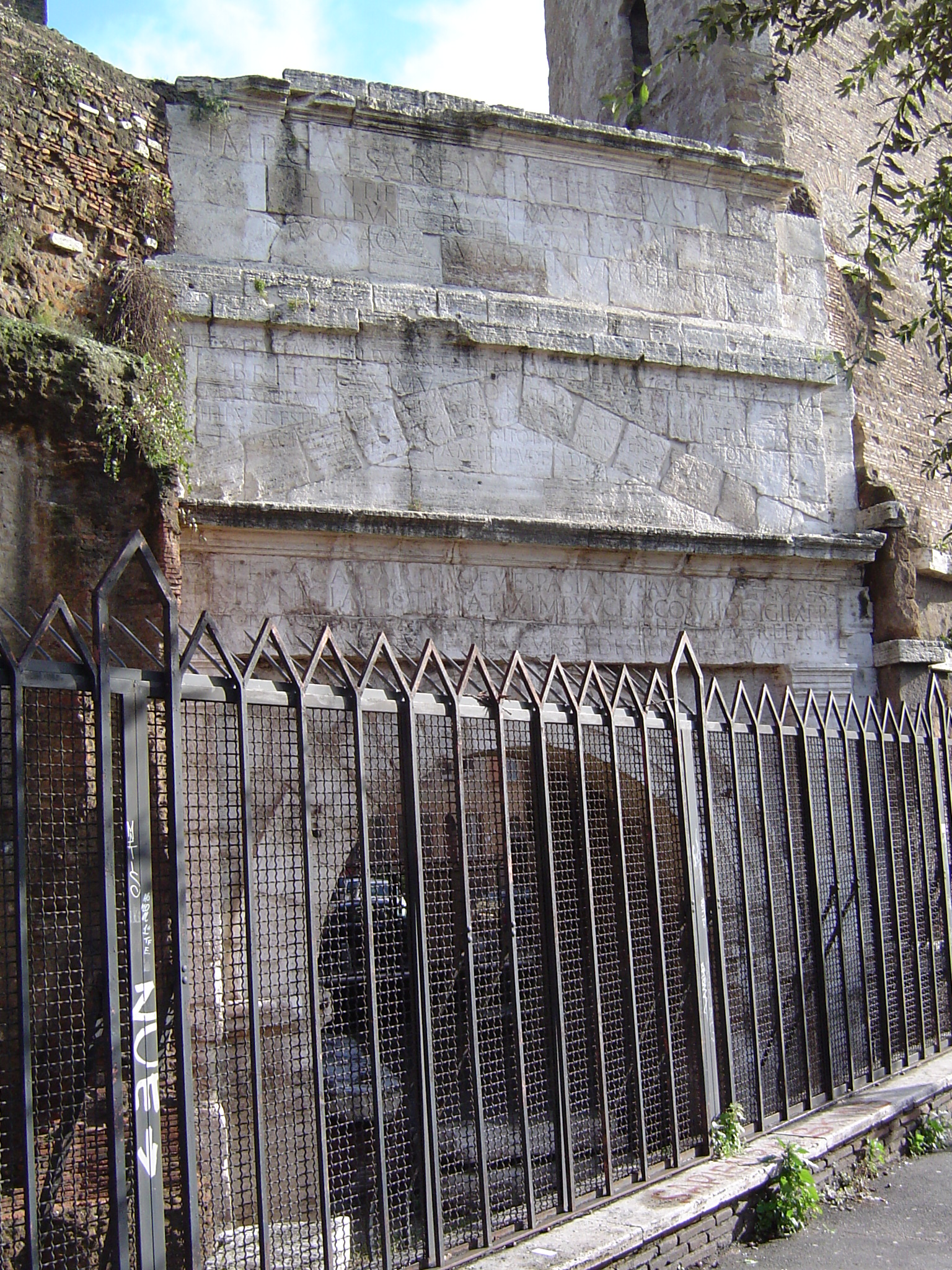
De binnenzijde van de poort met de inscripties van Augustus en Honorius
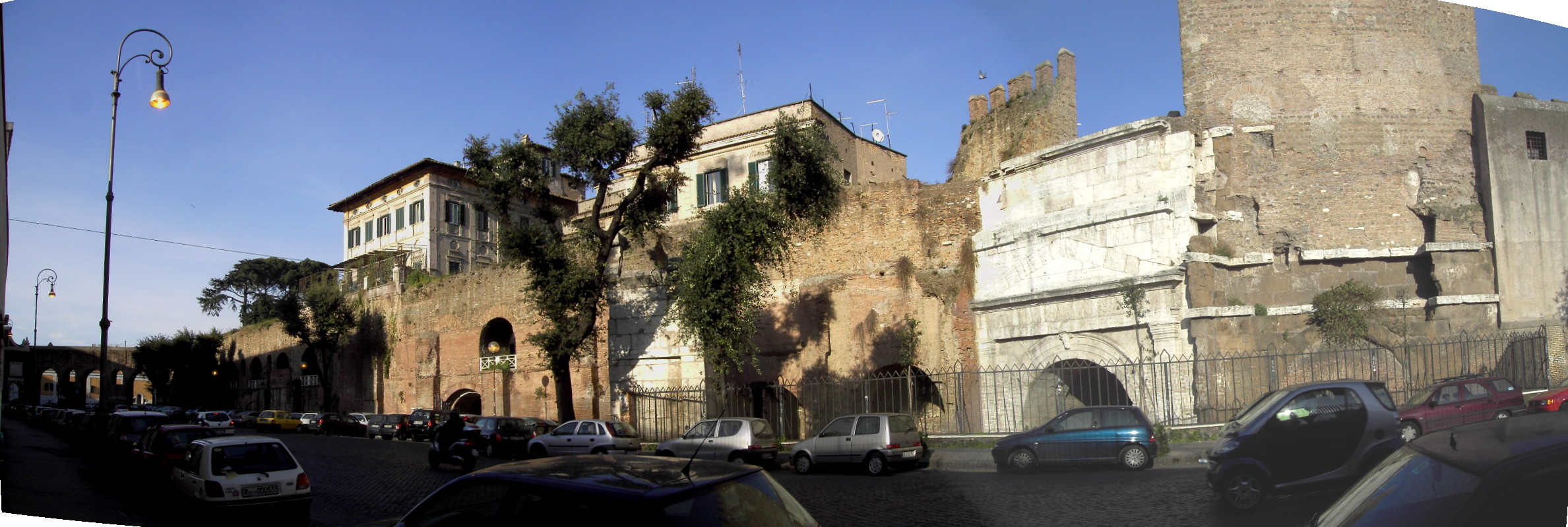
De Porta Tiburtina in de Aureliaanse Muur